# Agrodiaetus actis
Agrodiaetus actis är en fjärilsart som beskrevs av Herrich-Schäffer 1851. Agrodiaetus actis ingår i släktet Agrodiaetus och familjen juvelvingar. Inga underarter finns listade i Catalogue of Life.